# ردپای پلنگ صورتی
ردپای پلنگ صورتی (به انگلیسی: Trail of the Pink Panther) فیلمی کمدی، محصول سال ۱۹۸۲ است. این فیلم هفتمین فیلم از سری پلنگ صورتی و ششمین فیلم از این سری با بازی پیتر سلرز در نقش بازرس کلوزو می‌باشد. این فیلم پس از مرگ پیتر سلرز، و با استفاده از سکانس‌های استفاده نشده در قسمت‌های قبل و تکنیک‌های تدوین ساخته شده است.

## داستان
هنگامی که الماس معروف پلنگ صورتی بار دیگر از لوگاش دزدیده می‌شود، بازرس کلوزو علی‌رغم مخالفت‌های بازرس ارشد درفوس، مأمور رسیدگی به پرونده می‌شود. در جریان تحقیق، مافیا کلوزو را دنبال می‌کند. کلوزو ابتدا به لندن می‌رود تا از سر چارلز لیتن بازجویی کند (در حالی که فراموش کرده او در جنوب فرانسه زندگی می‌کند). در مسیر فرودگاه، هنگام تلاش برای تعمیر فندک بیرون‌پر ماشینش، به‌طور تصادفی خودرو را منفجر می‌کند، اما گمان می‌برد که این سوءقصدی برای ترورش بوده، و در نتیجه خود را در پرواز با گچ سنگینی مبدل می‌کند که هم در هواپیما و هم پس از فرود، دردسرساز می‌شود. پس از فرود، معرفی او به کارآگاهان اسکاتلندیارد در فرودگاه هیترو نیز بسیار ناموفق و ناخوشایند از آب درمی‌آید.
در همین حال، درفوس از اسکاتلندیارد مطلع می‌شود که تروریست‌های لیبیایی برای ترور کلوزو برنامه‌ریزی کرده‌اند، اما با این وجود به او اجازه ادامه مأموریت را می‌دهد. در هتل، سوءتفاهمی میان کلوزو و مسئول پذیرش رخ می‌دهد و او بارها از پنجره به بیرون پرتاب می‌شود، در حالی که سعی دارد پیام درفوس را دریافت کند.
هواپیمای کلوزو در مسیر لوگاش بر فراز دریا ناپدید می‌شود، و «ماری ژووه»، گزارشگر تلویزیونی که ماجرا را پوشش می‌دهد، تصمیم می‌گیرد با افرادی که او را به‌خوبی می‌شناختند مصاحبه کند. از جمله کسانی که با آن‌ها گفت‌وگو می‌کند: درفوس، هرکول لاژوا، کاتو فونگ و سر چارلز لیتن، دزد سابق جواهرات که اکنون با سیمون، همسر سابق کلوزو، ازدواج کرده است.
این مصاحبه‌ها صحنه‌هایی از فیلم‌های پیشین پلنگ صورتی را در قالب یادآوری خاطرات گذشته به نمایش می‌گذارند (پلنگ صورتی (فیلم ۱۹۶۳)، شلیک در تاریکی (فیلم ۱۹۶۴)، بازگشت پلنگ صورتی، پلنگ صورتی دوباره ضربه می‌زند و انتقام پلنگ صورتی)؛ اما ژووه همچنین با پدر کلوزو در کارخانه شراب‌سازی‌اش در جنوب فرانسه مصاحبه می‌کند و بخش‌هایی از کودکی کلوزو، دوران دانشگاهی‌اش، تجربهٔ شکست عشقی و اقدام به خودکشی، و همچنین نقش نافرجامش در مقاومت فرانسه را که در آن نتوانست پلی پر از سربازان نازی را منفجر کند، نمایش می‌دهد. او همچنین با «برونو لانگلوا»، رئیس مافیای بدنام که در فیلم بعدی ظاهر خواهد شد، مصاحبه می‌کند و می‌کوشد شکایتی علیه او به درفوس ارائه کند، اما درفوس از پیگیری قضیه خودداری می‌کند.
فیلم با سخنان امیدبخش ژووه به پایان می‌رسد که می‌گوید: «آیا بازرس کلوزو واقعاً در دریا جان باخته، چنان‌که گزارش شده؟ یا به دلایلی که هنوز برایمان روشن نیست، او جایی در گوشه‌ای از دنیا، در حال برنامه‌ریزی برای حرکت بعدی‌اش است و در زمان مناسب، دوباره ظاهر خواهد شد؟ من باور ندارم که چنین مرد بزرگی واقعاً بداقبالی را تجربه کرده باشد.» سپس کلوزو دیده می‌شود که در کنار پرتگاهی مشرف‌به دریا ایستاده است؛ ناگهان یک مرغ دریایی از فراز سرش پرواز می‌کند و روی آستین کت او فضله می‌اندازد. صدای کلوزو با لهجه اغراق‌آمیز فرانسوی‌اش شنیده می‌شود: «مرغ دریاییِ خوک‌صفت!»
در نمای بعدی، پلنگ صورتی کارتونی با پالتو و کلاه فدورا دیده می‌شود که به‌جای کلوزو به غروب نگاه می‌کند؛ سپس برمی‌گردد، رو به دوربین می‌ایستد و پالتویش را کنار می‌زند؛ درون پالتو مونتاژی از صحنه‌های پیتر سلرز در پنج فیلم پلنگ صورتی دیده می‌شود که ادای احترامی به اوست، در حالی که تیتراژ پایانی آغاز می‌شود.